# 雷科莱托斯大道

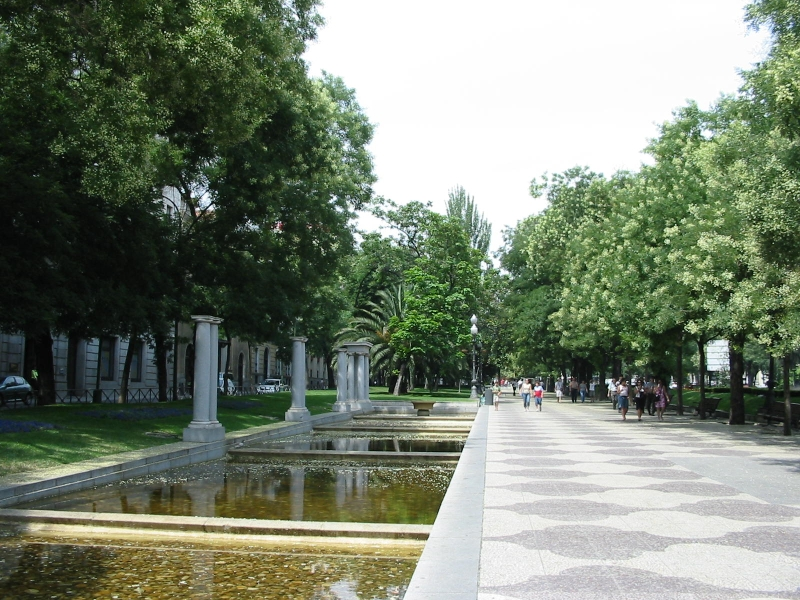

雷科莱托斯大道（Paseo de Recoletos）是西班牙首都马德里市中心的一条大道，南起西贝莱斯广场，北到哥伦布广场。

## 历史
18世纪末，卡洛斯三世下令建筑师 José de Hermosilla 都市化从查马丁区流往阿托查广场的 Bajo Abroñigal 河地区，开辟了普拉多大道和雷科莱托斯大道。雷科莱托斯一名得名于该地建于1592年的重整奥思定会（西班牙语：Orden de Agustinos Recoletos）修道院。
雷科莱托斯大道最初结束于巴洛克风格的雷科莱托斯门（由费尔南多六世建于1756年，1863年拆除）。半岛战争期间，在此进行抵抗拿破仑军队的战斗。1808年12月3日 拿破仑一世亲自指挥战斗，)突破防线，占领马德里。
西班牙内战期间，沿雷科莱托斯大道和普拉多大道的雕塑和喷泉被掩藏在保护袋下。

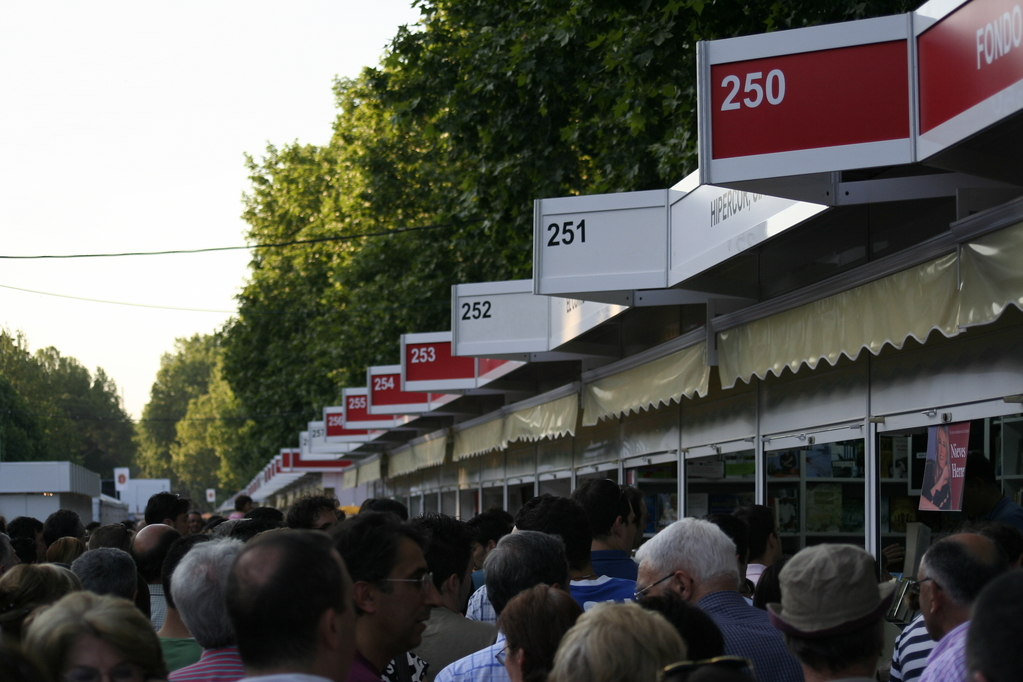